# Samugheo
Samugheo (en sard, Samugheu) és un municipi italià, dins de la província d'Oristany. L'any 2007 tenia 3.509 habitants. Es troba a la regió de Mandrolisai. Limita amb els municipis d'Allai, Asuni, Atzara (NU), Busachi, Laconi, Meana Sardo (NU), Ortueri (NU), Ruinas i Sorgono (NU).

## Administració
| Període | Identitat      | Partit   |
| ------- | -------------- | -------- |
| 2005-   | Emanuele Sanna | l'Unione |